# Фредебург
Фредебург (нім. Fredeburg) — громада в Німеччині, розташована в землі Шлезвіг-Гольштейн. Входить до складу району Герцогство Лауенбург. Складова частина об'єднання громад Лауенбургіше-Зен.
Площа — 10,09 км2. Населення становить 47 ос. (станом на 31 грудня 2020).

## Галерея

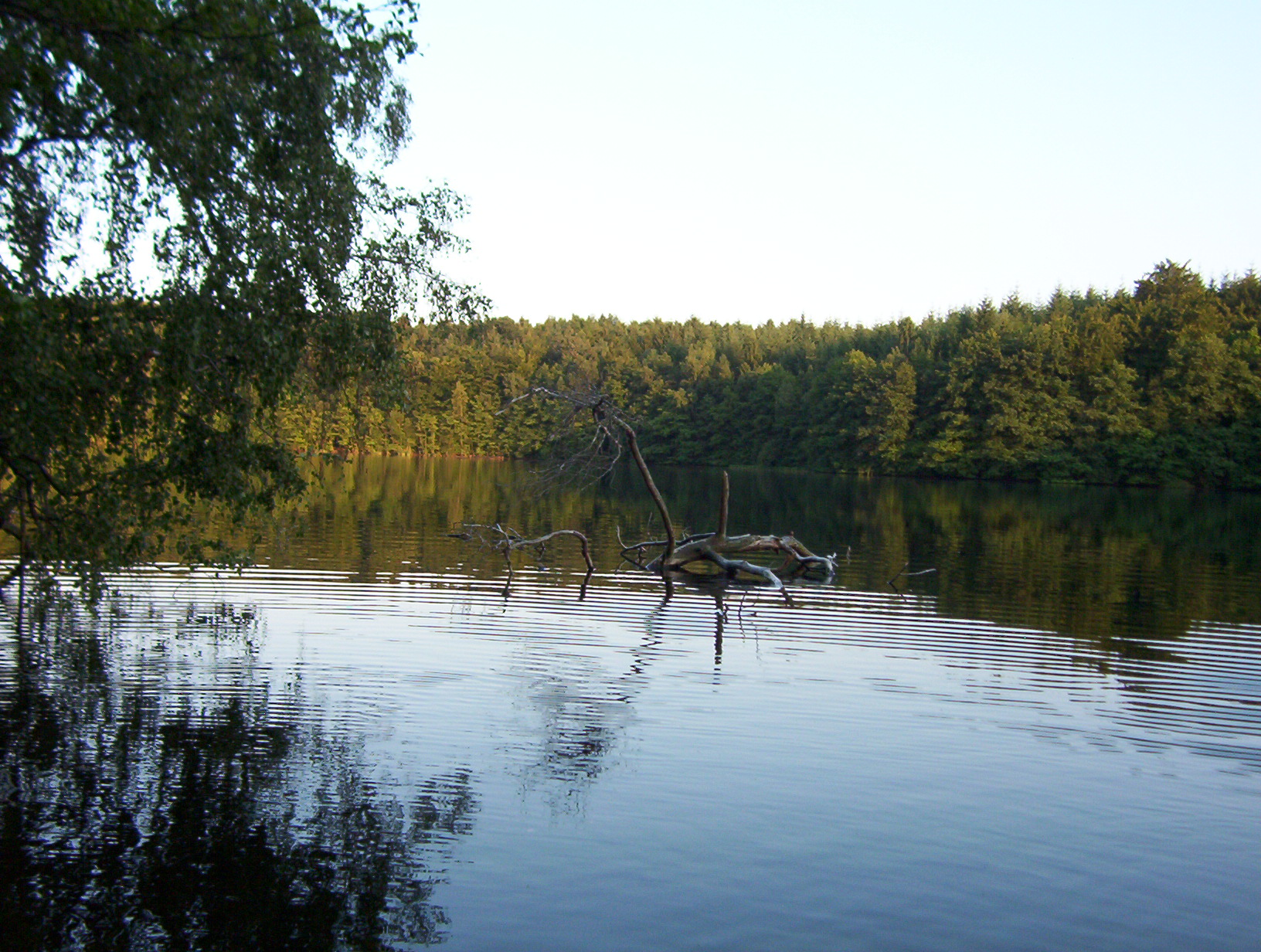